# يوهان ويلهلم باير (أستاذ جامعي)
يوهان ويلهلم باير (بالألمانية: Johann Wilhelm Baier)‏ هو عالم عقيدة ألماني، ولد في 11 نوفمبر 1647 في نورنبرغ في ألمانيا، وتوفي في 19 أكتوبر 1695 في فايمار في ألمانيا.